# گاروین (مینه‌سوتا)
گاروین، مینه‌سوتا (به انگلیسی: Garvin, Minnesota) یک شهر در ایالات متحده آمریکا است که در شهرستان لیون واقع شده‌است.

## خصوصیات
گاروین ۰٫۷۳ کیلومترمربع مساحت و ۱۳۵ نفر جمعیت دارد و ۴۶۹ متر بالاتر از سطح دریا واقع شده‌است.